# Loxosceles reclusa
Loxosceles reclusa Gertsch & Mulaik, 1940 (conosciuto come ragno eremita marrone o anche recluso bruno), è un ragno appartenente alla famiglia Sicariidae dell'Ordine Araneae della Classe Arachnida.
È noto per il veleno fortemente tossico che causa necrosi.

## Descrizione

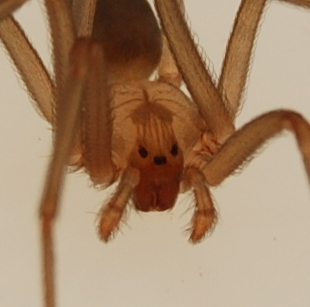
Il ragno eremita marrone ha tre paia di occhi invece di quattro come la maggior parte dei ragni.

È mediamente lungo dai 6 ai 20 mm ma può crescere molto di più. Il colore è marrone chiaro, anche se le gradazioni possono variare dal marrone chiaro a quello più scuro fino al grigio nerastro. Il cefalotorace e l'addome a volte non hanno lo stesso colore. La parte dorsale del cefalotorace ha una tipica macchia longitudinale di colore nero a forma di un violino.
Al contrario della maggior parte dei ragni, possiede 3 paia di occhi invece di 4.

## Distribuzione
È diffuso nella parte sudorientale degli Stati Uniti e nel nord del Messico, ma ne sono stati segnalati esemplari in Inghilterra, in Israele e nel bacino del Mediterraneo come specie aliene.

## Veleno
Il morso è fortemente velenoso e causa una sintomatologia nota come loxoscelismo. La parte colpita va in necrosi e lascia profonde cicatrici. Il morso solo raramente risulta mortale.